# Tomasz Wójtowicz
Pour les articles homonymes, voir Wojtowicz.
Tomasz Grzegorz Wójtowicz est un joueur polonais de volley-ball né le 22 septembre 1953 à Lublin (voïvodie de Lublin) et mort le 24 octobre 2022. Il jouait central. Il totalise 325 sélections en équipe de Pologne.

## Clubs
| Club                        | De        | À         |
| --------------------------- | --------- | --------- |
| AZS Lublin                  | 1968-1969 | 1971-1972 |
| Avia Świdnik                | 1972-1973 | 1977-1978 |
| Legia Varsovie              | 1978-1979 | 1982-1983 |
| Pallavolo Virtus Sassuolo   | 1983-1984 | 1983-1984 |
| Pallavolo Parme             | 1984-1985 | 1985-1986 |
| Ferrare Volley              | 1986-1987 | 1986-1987 |
| Pallavolo Città di Castello | 1987-1988 | 1988-1989 |

## Palmarès
- Jeux olympiques (1)
  - Vainqueur : 1976
- Championnat du monde (1)
  - Vainqueur : 1974
- Championnat d'Europe
  - Finaliste : 1975, 1977, 1979, 1983
- Ligue des champions (1)
  - Vainqueur : 1985
- Championnat de Pologne (2)
  - Vainqueur : 1982, 1983
  - Finaliste : 1981

## Divers
- Tomasz Wójtowicz tient un rôle dans le film Les Yeux entr'ouverts